# 754 Malabar
754 Malabar este un asteroid din centura principală, descoperit pe 22 august 1906, de August Kopff.